# Комсомолец (Минский район)
Комсомолец (бел. Камсамо́лец; до 1930-х гг. — Видогощ) — деревня в Минском районе Минской области Беларуси. В составе Юзуфовского сельсовета.

## География
Расположена на шоссе Р58.
Ближайшие населённые пункты Лусково и др.

### Гидрография
На окраине протекает река Черница. Недалеко расположено водохранилище Вяча.

## История
28 июня 2013 года деревня Комсомолец передана из Папернянского сельсовета в Юзуфовский сельсовет.

## Население

### Численность
- 2009 год — 349 человек

### Динамика
- 1999 год — 353 человек (перепись населения)
- 2009 год — 349 человек (перепись населения)

## Улицы
- Набережная
- Молодёжная
- Садовая

## Культура
- Дом культуры

## Достопримечательность
Около деревни расположены руины водяной мельницы.